# VTT cross-country masculin aux Jeux olympiques d'été de 2004
Navigation
Sydney 2000 Pékin 2008
Le cross-country masculin est l'une des deux compétitions de VTT aux Jeux olympiques de 2004. Il a eu lieu le 28 août et consistait en un circuit faisant au total 43,3 km.

## Médaillés
| Or             | Argent               | Bronze         |
| Julien Absalon | José Antonio Hermida | Bart Brentjens |

## Résultats

### Course (28 août)
Quarante-cinq coureurs sont classés,.
| Rang | Coureur                | Pays               | Temps           |
| ---- | ---------------------- | ------------------ | --------------- |
| 1    | Julien Absalon         | France             | 2 h 15 min 02   |
| 2    | José Antonio Hermida   | Espagne            | 2 h 16 min 02   |
| 3    | Bart Brentjens         | Pays-Bas           | 2 h 17 min 05   |
| 4    | Roel Paulissen         | Belgique           | 2 h 18 min 10   |
| 5    | Liam Killeen           | Grande-Bretagne    | 2 h 18 min 32   |
| 6    | Ralph Näf              | Suisse             | 2 h 19 min 15   |
| 7    | Thomas Frischknecht    | Suisse             | 2 h 19 min 39   |
| 8    | Manuel Fumic           | Allemagne          | 2 h 20 min 29   |
| 9    | Seamus McGrath         | Canada             | 2 h 20 min 33   |
| 10   | Marco Bui              | Italie             | 2 h 20 min 45   |
| 11   | Jean-Christophe Péraud | France             | 2 h 20 min 59   |
| 12   | Fredrik Kessiakoff     | Suède              | 2 h 21 min 23 s |
| 13   | Bas Peters             | Pays-Bas           | 2 h 21 min 44 s |
| 14   | Marek Galinski         | Pologne            | 2 h 22 min 14 s |
| 15   | Christoph Soukup       | Autriche           | 2 h 22 min 50 s |
| 16   | Iván Álvarez           | Espagne            | 2 h 23 min 08 s |
| 17   | Oli Beckingsale        | Grande-Bretagne    | 2 h 23 min 15 s |
| 18   | Peter Riis Andersen    | Danemark           | 2 h 24 min 03 s |
| 19   | Todd Wells             | États-Unis         | 2 h 24 min 37 s |
| 20   | Carsten Bresser        | Allemagne          | 2 h 25 min 09 s |
| 21   | Jeremy Horgan-Kobelski | États-Unis         | 2 h 25 min 28 s |
| 22   | Radim Korinek          | République tchèque | 2 h 25 min 28 s |
| 23   | Sid Taberlay           | Australie          | 2 h 26 min 16 s |
| 24   | Marcin Karczynski      | Pologne            | 2 h 26 min 41 s |
| 25   | Thijs Al               | Pays-Bas           | 2 h 27 min 13 s |
| 26   | José Adrián Bonilla    | Costa Rica         | 2 h 27 min 13 s |
| 27   | Yuri Trofimov          | Russie             | 2 h 27 min 46 s |
| 28   | Kashi Leuchs           | Nouvelle-Zélande   | 2 h 28 min 20 s |
| 29   | Mannie Heymans         | Namibie            | 2 h 28 min 28 s |
| 30   | Robin Seymour          | Irlande            | 2 h 28 min 32 s |
| 31   | Joshua Fleming         | Australie          | 2 h 29 min 54 s |
| 32   | Michael Weiss          | Autriche           | 2 h 30 min 14 s |
| 33   | Edvandro Souza Cruz    | Brésil             | 2 h 30 min 35 s |
| 34   | Lubos Kondis           | Slovaquie          | 2 h 31 min 15 s |
| 35   | Yader Zoli             | Italie             | 2 h 31 min 39 s |
| 36   | Sergiy Rysenko         | Ukraine            | 2 h 33 min 10 s |
| 37   | Ovidiu Tudor Oprea     | Roumanie           | à un tour       |
| 38   | Kenji Takeya           | Japon              | à un tour       |
| 39   | Christian Poulsen      | Danemark           | à un tour       |
| 40   | Cristobal Silva        | Chili              | à un tour       |
| 41   | Sigvard Kukk           | Estonie            | à deux tours    |
| 42   | Zhu Yongbiao           | Chine              | à deux tours    |
| 43   | Zsolt Vinczeffy        | Hongrie            | à deux tours    |
| 44   | Carlos Franco Gennero  | Argentine          | à trois tours   |
| 45   | Emmanouil Kotoulas     | Grèce              | à trois tours   |
|      | Miguel Martinez        | France             | abandon         |
|      | Jaroslav Kulhavý       | République tchèque | abandon         |
|      | Lado Fumic             | Allemagne          | abandon         |
|      | Christoph Sauser       | Suisse             | abandon         |
|      | Ryder Hesjedal         | Canada             | abandon         |

## Sources
- (en) Cet article est partiellement ou en totalité issu de l’article de Wikipédia en anglais intitulé « Cycling at the 2004 Summer Olympics – Men's cross-country » (voir la liste des auteurs).